# Léon Barzin
León Eugène Barzin (27 de noviembre de 1900) – 29 de abril de 1999)  fue un director de orquesta estadounidense nacido en Bélgica y fundador de la Asociación Nacional de Orquestas (NOA),  la orquesta de formación más antigua de los Estados Unidos. Barzin también fue el director musical fundador del New York City Ballet .

## Biografía
Nacido en Bruselas, Barzin se mudó junto a su familia a Estados Unidos cuando tenía dos años. Estudió violín con su padre (viola principal en el Théâtre de la Monnaie de Bruselas y más tarde de la Metropolitan Opera Orchestra), y posteriormente con Édouard Deru, Pierre Henrotte y Eugène Ysaÿe. Ingresó en la Orquesta Filarmónica de Nueva York en 1919 como violinista y fue nombrado primer viola en 1925, cargo que mantuvo hasta 1929, colaborando en esos años con Willem Mengelberg, Wilhelm Furtwängler y Arturo Toscanini,  siendo este último el que lo impulsó para comenzar su carrera como director. En 1930 fue nombrado director principal y director musical de la Asociación Nacional de Orquestas, el principal campo de pruebas de Estados Unidos para jóvenes profesionales y un referente en la formación de jóvenes instrumentistas estadounidenses. En esta faceta profesional obtuvo un notable éxito durante tres décadas. En conciertos públicos y ensayos semanales, llegando a una amplia audiencia a través de la estación de radio municipal de Nueva York, preparó a sus intérpretes para interpretaciones del repertorio estándar. 
La influencia de Léon Barzin en la calidad de la interpretación sinfónica en los Estados Unidos fue enorme y duradera, ya que miles de jóvenes músicos profesionales surgieron del NOA para llenar las filas de las grandes orquestas sinfónicas, de ballet y de ópera estadounidenses. En 1958 renunció a la asociación y se mudó a París, donde fundó la Orquesta Filarmónica de París, ofreciendo conciertos semanales en el Teatro de los Campos Elíseos y enseñando dirección en la Schola Cantorum de París. Regresó a Nueva York como Director Musical de la Asociación Orquestal Nacional en 1970. En 1973 llevó el NOA a Italia, donde fue orquesta residente en el Festival de los Dos Mundos, participando en la legendaria producción de Luchino Visconti de Manon Lescaut de Giacomo Puccini . Renunció en 1976. 
El gran violonchelista Emanuel Feuermann consideraba a Barzin uno de los mejores directores del siglo XX y, de hecho, era un colaborador muy apreciado de los solistas más destacados de la época. Sus años en el NOA se destacaron por la gran variedad de artistas que aparecieron bajo su dirección: Artur Schnabel, Claudio Arrau, Bronisław Huberman, Nathan Milstein, Ernst von Dohnányi, Emanuel Feuermann, William Primrose, Lillian Kallir, Joseph Szigeti, Felix Salmond, Myra Hess, Rudolf Serkin, Yehudi Menuhin, Ossip Gabrilowitsch, Lili Kraus, Mischa Elman, Elisabeth Schumann, Joseph Fuchs, Lillian Fuchs, Philippe Entremont, Leonard Rose, Zino Francescatti, Oscar Shumsky, William Kapell, Michael Rabin, David Nadien, Jacques Voois y Rosalyn Tureck. 
Léon Barzin fue uno de los fundadores del New York City Ballet y de su predecesor, la Ballet Society, con Lincoln Kirstein y George Balanchine. Permaneció como director musical durante diez años. Director invitado de orquestas como la Filarmónica de Nueva York y la Orquesta Sinfónica de Minneapolis, fue director del Tanglewood Music Center y encargado de la educación en el Conservatorio de Música de Nueva Inglaterra. 
Gran maestro de la batuta, Barzin fue un profesor de dirección muy solicitado en Nueva York y más tarde en Francia. Su técnica distintiva se enseñó como estándar en la Royal Academy of Music de Londres. Siguió siendo un educador vibrante y enérgico hasta su muerte el 19 de abril de 1999 en Naples (Florida).
Barzin dirigió conciertos con solistas como Emanuel Feuermann (violonchelo), Ossip Gabrilowitsch (piano), Mischa Elman y Joseph Szigeti  (violín), Myra Hess, Rudolf Serkin (piano) y Artie Shaw (clarinete). También desarrolló programas de radio en WNYC y WQXR y dirigió como invitado la Orquesta Sinfónica de Minneapolis, la Orquesta Sinfónica de Saint Louis y la Orquesta Sinfónica de NBC.